# Rondibilis sikkimensis
Rondibilis sikkimensis es una especie de escarabajo longicornio del género Rondibilis, tribu Acanthocinini, subfamilia Lamiinae. Fue descrita científicamente por Breuning en 1961.

## Descripción
Mide 8,5 milímetros de longitud.

## Distribución
Se distribuye por India.